# Heinrich Fischer (Autor)
Heinrich Fischer (* 22. August 1896 in Karlsbad, Österreich-Ungarn; † 16. März 1974 in München) war ein deutscher Schriftsteller, Regisseur, Dramaturg und Übersetzer.

## Leben
Heinrich Fischer war von 1926 bis 1928 Chefdramaturg der Münchner Kammerspiele und von 1928 bis 1931 Direktor und stellvertretender Dramaturg am Berliner Theater am Schiffbauerdamm. 1931 kehrte er nach München zurück.
Fischer war Autor in der von Emil Alphons Rheinhardt 1920 herausgegebenen Anthologie „Die Botschaft“, einer Sammlung expressionistischer Gedichte aus Österreich, und Mitarbeiter der Zeitschrift „Die Aktion“.
Fischer war ab 1922 mit dem österreichischen Schriftsteller Karl Kraus befreundet. Nach dessen Tod im Jahre 1936 wurde er gemäß Testament von Kraus Nachlassverwalter von dessen Werk, gemeinsam mit Karl Járay, Oskar Samek und Philipp Berger. Bekanntheit erlangte er zudem als Rezitator der Werke von Kraus und war als solcher auch auf Schallplatten zu hören.
Unter Fischers Leitung wurde am 15. Januar 1930 – an einem Mittwoch um Mitternacht – in Berlin auf der Versuchsbühne des Theaters am Schiffbauerdamm der Epilog der Letzten Tage der Menschheit, „Die letzte Nacht“, aufgeführt. Regie führte Leo Reuss, die Musik war von Hanns Eisler. Schauspieler waren unter anderem Paul Morgan und Theo Lingen.
Nach der Machtübergabe an die Nationalsozialisten emigrierte Fischer, der jüdischer Abkunft war, 1933 in die Tschechoslowakei und von dort 1939 nach England, wo er als Redakteur von 1941 bis 56 beim Londoner Rundfunk der BBC arbeitete. 1956 kehrte Fischer nach Deutschland zurück. Anfang der 1960er Jahre moderierte Heinrich Fischer die Kindersendung Sport-Spiel-Spannung und später die Quizsendung Alles oder nichts.
Von 1954 bis 1970 gab Fischer die sechzehnbändigen „Werke“ von Karl Kraus im Münchener Kösel-Verlag heraus.
Als literarischer Übersetzer übertrug Fischer u. a. Pater-Brown-Geschichten ins Deutsche. Seine deutsche Fassung von Der Hammer Gottes las er auch für die Schallplatte.

## Ehrungen
- 1968: Großes Verdienstkreuz der Bundesrepublik Deutschland

## Übersetzungen
- Evelyn Waugh: Edmund Campion. Jesuit und Blutzeuge. München: Kösel 1954
- Gilbert K. Chesterton: Der Hammer Gottes. München: Kösel 1959.

## Schriften (Auswahl)
- Lebensträume (Gedichte). Bircher, Leipzig 1923.
- Karl Kraus und die Jugend (Rede), Lanyi, Wien 1934.